# فهرست نسل‌کشی‌ها
این فهرست شامل تمام رویدادهایی است که در تحقیقات قابل توجه به عنوان نسل‌کشی طبقه‌بندی شده‌اند. از آنجایی که تعاریف مختلفی از نسل‌کشی وجود دارد، این فهرست شامل رویدادهایی است که بحث‌های علمی مکرر پیرامون طبقه‌بندی آن‌ها وجود دارد و فهرستی از صرفاً رویدادهایی نیست که اجماع علمی برای به رسمیت شناختن آنها به عنوان نسل‌کشی وجود دارد. این فهرست کشتار دسته جمعی را که به صراحت به عنوان نسل‌کشی تعریف نشده است، درنظر نمی‌گیرد.

## تعاریف
دیدگاه محققان در تحلیل اینکه چه رویدادهایی ماهیت نسل‌کشی دارند، متفاوت است. کنوانسیون نسل‌کشی سازمان ملل متحد، که همیشه مورد استناد قرار نمی‌گیرد، نسل‌کشی را این گونه تعریف می‌کند: «هر یک از اعمال زیر که به قصد نابودی کلی یا جزئی یک گروه ملی، قومی، نژادی یا مذهبی انجام گردد: کشتن اعضای گروه؛ ایجاد صدمات جدی بدنی یا روانی به اعضای گروه، تحمیل عمدی شرایط دشوار زندگی به منظور تخریب کامل یا جزئی آن، تحمیل شرایط به قصد جلوگیری از تولد کودکان و جابه‌جایی اجباری کودکان گروه به گروهی دیگر». این و تعاریف دیگر علمی، شرط لازم برای برچسب‌گذاری نسل‌کشی به هر عملی را در درجهٔ اول «قصد تخریب» می‌داند. همچنین توافق فزاینده ای در مورد گنجاندن معیار تخریب فیزیکی وجود دارد. در سال ۱۹۹۸، استادان جامعه‌شناسی کورت یوناسون و کارین بیورنسون اظهار داشتند که کنوانسیون نسل‌کشی یک سند حقوقی است که از مصالحه دیپلماتیک حاصل شده است. متن معاهده به عنوان یک تعریف مناسب به عنوان ابزار تحقیق در نظر گرفته نشده است، و اگرچه برای این منظور استفاده می‌شود، زیرا دارای اعتبار حقوقی بین‌المللی است که دیگران فاقد آن هستند، تعاریف دیگری نیز درنظر گرفته شده است، اگرچه به دلایل مختلف، هیچ‌یک از این تعاریف جایگزین مورد حمایت گسترده‌ای قرار نگرفته‌اند.
سه نسل‌کشی در تاریخ تحت تعریف قانونی ۱۹۴۸ به رسمیت شناخته شده است: نسل‌کشی کامبوج، نسل‌کشی رواندا و کشتار سربرنیتسا.
به گفته ارنستو وردجا، دانشیار علوم سیاسی و مطالعات صلح در دانشگاه نوتردام، سه راه برای مفهوم‌سازی نسل‌کشی غیر از تعریف قانونی وجود دارد: در علوم اجتماعی دانشگاهی، در سیاست بین‌الملل، و در استفاده عمومی محاوره‌ای. رویکرد علوم اجتماعی دانشگاهی نیازی به اثبات قصد ندارد، و دانشمندان علوم اجتماعی اغلب نسل‌کشی را به‌طور گسترده‌تری تعریف می‌کنند. سیاست بین‌المللی حول محور سیاست‌های پیشگیری و مداخله‌ای است و ممکن است در واقع به معنای «خشونت در مقیاس بزرگ علیه غیرنظامیان» باشد که توسط دولت‌ها و سازمان‌های بین‌المللی استفاده می‌شود. در نهایت، وردجا می‌گوید منظور از کاربرد محاوره‌ای مفهوم «نسل‌کشی»، معمولاً به عنوان اصطلاحی برای «بزرگ‌ترین شرارت‌ها» است.

## فهرست
اصطلاح نسل‌کشی بحث‌برانگیز است و در نتیجه تعریف آن متفاوت است. این فهرست فقط اعمالی را در نظر می‌گیرد که در تحقیقات قابل توجهی به عنوان نسل‌کشی شناخته شده‌اند.
| رویداد                                   | مکان                                      | زمان | زمان  | تخمین کشتار     | تخمین کشتار |
| رویداد                                   | مکان                                      | از   | تا    | کمترین          | بیشترین     |
| ---------------------------------------- | ----------------------------------------- | ---- | ----- | --------------- | ----------- |
| نسل‌کشی غزه                               | نوار غزه، فلسطین                          | ۲۰۲۳ | اکنون | ۳۸٬۰۹۰          | ۱۸۶٬۰۰۰     |
| نسل‌کشی روهینگیا                          | میانمار، ایالت یاخین                      | ۲۰۱۶ | اکنون | ۹٬۰۰۰–۱۳٬۷۰۰    | ۴۳٬۰۰۰      |
| نسل‌کشی ترکمان‌های عراق                    | مناطق تحت کنترل داعش در عراق              | ۲۰۱۴ | ۲۰۱۷  | ۳٬۵۰۰           | ۸٬۴۰۰       |
| نسل‌کشی ایزدی‌ها                           | مناطق تحت کنترل داعش در شمال عراق و سوریه | ۲۰۱۴ | ۲۰۱۷  | ۲٬۱۰۰           | ۵٬۰۰۰       |
| نسل‌کشی دارفور                            | دارفور، سودان                             | ۲۰۰۳ | اکنون | ۹۸٬۰۰۰          | ۵۰۰٬۰۰۰     |
| Effacer le tableau                       | کیوو شمالی، جمهوری دموکراتیک کنگو         | ۲۰۰۲ | ۲۰۰۳  | ۶۰٬۰۰۰          | ۷۰٬۰۰۰      |
| قتل‌عام هوتوها در طول جنگ اول کنگو        | کیوو، زئیر                                | ۱۹۹۶ | ۱۹۹۷  | ۲۰۰٬۰۰۰         | ۲۳۳٬۰۰۰     |
| نسل‌کشی رواندا                            | رواندا                                    | ۱۹۹۴ | ۱۹۹۴  | ۴۹۱٬۰۰۰         | ۸۰۰٬۰۰۰     |
| نسل‌کشی بوسنی                             | بوسنی و هرزگوین                           | ۱۹۹۲ | ۱۹۹۵  | ۳۱٬۱۰۷          | ۶۲٬۰۱۳      |
| نسل‌کشی اسحاق                             | سومالی                                    | ۱۹۸۷ | ۱۹۸۹  | ۵۰٬۰۰۰          | ۲۰۰٬۰۰۰     |
| جنگ انفال                                | کردستان عراق                              | ۱۹۸۶ | ۱۹۸۹  | ۵۰٬۰۰۰          | ۱۸۲٬۰۰۰     |
| Gukurahundi                              | متبیلیلند، زیمبابوه                       | ۱۹۸۳ | ۱۹۸۷  | ۸٬۰۰۰           | ۳۰۰٬۰۰۰     |
| کشتار صبرا و شتیلا                       | بیروت، لبنان                              | ۱۹۸۲ | ۱۹۸۲  | ۴۶۰             | ۳٬۵۰۰       |
| نسل‌کشی کامبوج                            | کمپوچیای دمکراتیک                         | ۱۹۷۵ | ۱۹۷۹  | ۱٬۳۸۶٬۷۳۴       | ۳٬۰۰۰٬۰۰۰   |
| نسل‌کشی تیمور شرقی                        | تیمور شرقی                                | ۱۹۷۴ | ۱۹۹۹  | ۸۵٬۳۲۰          | ۱۹۶٬۷۲۰     |
| نسل‌کشی مردم آچولی و لانگو                | اوگاندا                                   | ۱۹۷۲ | ۱۹۷۸  | ۱۰۰٬۰۰۰         | ۳۰۰٬۰۰۰     |
| ایکیزا                                   | بوروندی                                   | ۱۹۷۲ | ۱۹۷۲  | ۸۰٬۰۰۰          | ۳۰۰٬۰۰۰     |
| نسل‌کشی بنگلادش                           | پاکستان شرقی (اکنون بنگلادش)              | ۱۹۷۱ | ۱۹۷۱  | ۳۰۰٬۰۰۰         | ۳٬۰۰۰٬۰۰۰   |
| نسل‌کشی زنزیبار                           | تانزانیا                                  | ۱۹۶۴ | ۱۹۶۴  | ۱۳٬۰۰۰          | ۲۰٬۰۰۰+     |
| نسل‌کشی گواتمالا                          | گواتمالا                                  | ۱۹۶۲ | ۱۹۹۶  | ۱۶۶٬۰۰۰         | ۱۶۶٬۰۰۰     |
| اخراج چچن‌ها و اینگوش‌ها                   | شوروی                                     | ۱۹۴۴ | ۱۹۴۸  | ۱۰۰٬۰۰۰         | ۴۰۰٬۰۰۰     |
| اخراج تاتارهای کریمه                     | کریمه، شوروی                              | ۱۹۴۴ | ۱۹۴۴  | ۳۴٬۰۰۰          | ۱۹۵٬۴۷۱     |
| هولوکاست                                 | آلمان نازی                                | ۱۹۴۱ | ۱۹۴۵  | ۵٬۱۰۰٬۰۰۰       | ۷٬۰۰۰٬۰۰۰   |
| محاصره لنینگراد                          | لنینگراد                                  | ۱۹۴۱ | ۱۹۴۴  | بیش از ۱ میلیون |             |
| نسل‌کشی صرب‌ها در دولت مستقل کرواسی        | دولت مستقل کرواسی                         | ۱۹۴۱ | ۱۹۴۵  | ۲۴۸٬۰۰۰         | ۵۴۸٬۰۰۰     |
| نسل‌کشی بوسنیایی‌ها و کروات‌ها توسط چتنیک‌ها | یوگسلاوی                                  | ۱۹۴۱ | ۱۹۴۵  | ۵۰٬۰۰۰          | ۶۸٬۰۰۰      |
| جنایت‌های نازی علیه ملت لهستان            | آلمان نازی                                | ۱۹۳۹ | ۱۹۴۵  | ۱٬۸۰۰٬۰۰۰       | ۳٬۰۰۰٬۰۰۰   |
| عملیات لهستانی                           | شوروی                                     | ۱۹۳۷ | ۱۹۳۸  | ۱۱۱٬۰۹۱         | ۲۵۰٬۰۰۰     |
| کشتار پارسلی                             | جمهوری دومینیکن                           | ۱۹۳۷ | ۱۹۳۷  | ۱۲٬۰۰۰          | ۴۰٬۰۰۰      |
| هولوکاست رومانی                          | آلمان نازی                                | ۱۹۳۹ | ۱۹۴۵  | ۱۳۰٬۰۰۰         | ۱٬۵۰۰٬۰۰۰   |
| هولودومور                                | شوروی                                     | ۱۹۳۲ | ۱۹۳۳  | ۳٬۰۰۰٬۰۰۰       | ۵٬۰۰۰٬۰۰۰   |
| نسل‌کشی لیبی                              | لیبی ایتالیا                              | ۱۹۲۹ | ۱۹۳۲  | ۸۳٬۰۰۰          | ۱۲۵٬۰۰۰+    |
| قتل‌های سرخپوستان اوسیج                   | اوکلاهما، آمریکا                          | ۱۹۱۸ | ۱۹۳۱  | ۶۰              | ۲۰۰+        |
| نسل‌کشی ارمنی‌ها                           | امپراتوری عثمانی                          | ۱۹۱۵ | ۱۹۱۷  | ۶۰۰٬۰۰۰         | ۱٬۵۰۰٬۰۰۰   |
| نسل‌کشی آشوری‌ها                           | امپراتوری عثمانی                          | ۱۹۱۵ | ۱۹۱۹  | ۲۰۰٬۰۰۰         | ۷۵۰٬۰۰۰     |
| نسل‌کشی یونانیان                          | امپراتوری عثمانی                          | ۱۹۱۴ | ۱۹۲۲  | ۳۰۰٬۰۰۰         | ۹۰۰٬۰۰۰     |
| قتل‌عام آلبانیایی‌ها در جنگ‌های بالکان      | امپراتوری عثمانی                          | ۱۹۱۲ | ۱۹۱۳  | ۱۲۰٬۰۰۰         | ۲۷۰٬۰۰۰     |
| نسل‌کشی در هررو و نامیبیا                 | نامبیا                                    | ۱۹۰۴ | ۱۹۰۸  | ۳۴٬۰۰۰          | ۱۱۰٬۰۰۰     |
| کشتار حمیدیه                             | امپراتوری عثمانی                          | ۱۸۹۴ | ۱۸۹۶  | ۲۰۰٬۰۰۰         | ۳۰۰٬۰۰۰     |
| نسل‌کشی سلنکام                            | شیلی، آرژانتین                            | ۱۸۸۰ | ۱۹۱۰  | ۲٬۵۰۰           | ۴٬۰۰۰       |
| نسل‌کشی پوتومایو                          | کلمبیا                                    | ۱۸۷۹ | ۱۹۱۳  | ۳۲٬۰۰۰          | ۴۰٬۰۰۰+     |
| نسل‌کشی چرکس                              | امپراتوری روسیه                           | ۱۸۶۴ | ۱۸۶۷  | ۱٬۰۰۰٬۰۰۰       | ۲٬۰۰۰٬۰۰۰   |
| نسل‌کشی کالیفرنیا                         | کالیفرنیا، آمریکا                         | ۱۸۴۶ | ۱۸۷۳  | ۹٬۴۹۲–۱۶٬۰۹۴    | ۱۲۰٬۰۰۰     |
| نسل‌کشی بومیان کوئینزلند                  | کوئینزلند                                 | ۱۸۴۰ | ۱۸۹۷  | ۱۰٬۰۰۰          | ۶۵٬۱۸۰      |
| نسل‌کشی موریوری                           | نیوزلند                                   | ۱۸۳۵ | ۱۸۶۳  | ۱٬۹۰۰           | ۱٬۹۰۰       |
| کشتار سالسیپودس                          | اوروگوئه                                  | ۱۸۳۱ | ۱۸۳۱  | ۴۰              | ۴۰          |
| Trail of Tears                           | جنوب شرقی آمریکا                          | ۱۸۳۰ | ۱۸۵۰  | ۱۲٬۰۰۰          | ۱۶٬۰۰۰      |
| جنگ سیاه                                 | تاسمانی                                   | ۱۸۲۵ | ۱۸۳۲  | ۴۰۰             | ۱٬۰۰۰       |
| کشتار ۱۸۰۴ هائیتی                        | هائیتی                                    | ۱۸۰۴ | ۱۸۰۴  | ۳٬۰۰۰           | ۵٬۰۰۰       |
| نسل‌کشی جونغارها                          | چین                                       | ۱۷۵۵ | ۱۷۵۸  | ۴۸۰٬۰۰۰         | ۶۰۰٬۰۰۰     |
| Taíno genocide                           | هیسپانیولا                                | ۱۴۹۲ | ۱۵۱۴  | ۶۸٬۰۰۰          | ۹۶۸٬۰۰۰     |
| جنگ صلیبی کاتاری                         | لانگداک (اکنون فرانسه)                    | ۱۲۰۹ | ۱۲۲۹  | ۲۰۰٬۰۰۰         | ۱٬۰۰۰٬۰۰۰   |